# Infinite (musikalbum av Stratovarius)
Infinite är det finska power metal-bandet Stratovarius åttonde studioalbum, utgivet i februari 2000 på Nuclear Blast Records, bandets första album på detta bolag, samt i Japan på Victor.
Skivan spelades in med en symfoniorkester; se medverkande nedan.
Albumet föregicks av singeln "Hunting High and Low" som släpptes tidigare samma månad. Till denna låt spelades även en musikvideo in.
Infinite nådde första plats på den finska topplistan.

## Låtlista
1. "Hunting High and Low" – 4:08
2. "Millennium" – 4:10
3. "Mother Gaia" – 8:18
4. "Phoenix" – 6:13
5. "Glory of the World" – 4:53
6. "A Million Light Years Away" – 5:20
7. "Freedom" – 5:03
8. "Infinity" – 9:22
9. "Celestial Dream" – 2:30

Bonusspår på japanska utgåvan
1. "What Can I Say?" – 5:10

Bonusspår på limiterade utgåvan
1. "Why Are We Here?" – 4:44
2. "It's a Mystery" – 4:05

Bonusspår på digipakutgåvan från 2005
1. "Neon Light Child" – 5:17
2. "Phoenix" (live) – 6:33
3. "Infinity" (live) – 9:21

## Medverkande
Musiker
- Timo Kotipelto – sång
- Timo Tolkki – gitarr
- Jari Kainulainen – basgitarr
- Jens Johansson – keyboard
- Jörg Michael – trummor

Bidragande musiker
- Bakgrundssång: Marco Hietala, Anssi Stenberg, Kimmo Blom, Marko Vaara, Pasi Rantanen
- Körsång: Säde Rissanen, Veera Railio, Lotte Lindblom, Suvi Lehto, Jussi Lehtipuu, Marko Pankakoski, Pasi Eskelinen, Timo Ojala
- Violin: Heikki Hämäläinen, Tuomas Ikonen, Satu Laine, Emma Vähälä, Teppo AliMattila, Yrjö Lasonpalo, Teodor Nicolau, Katariina Jämsä-Pesonen, Mikko Pesonen
- Viola: Mauri Pietikäinen, Markus Sallinen, Heikki Vehmanen
- Cello: Kari Lindstedt, Veli-Matti Iljin, Perttu Kivilaakso
- Horn: Timo Ronkainen, Tuomo Eerikäinen
- Slagverk: Mongo Aaltonen
- Orkestrering: Veijo Laine

Produktion
- Timo Tolkki – producent, inspelningstekniker
- Veijo Laine – producent, arrangemang, orkestrering
- Riku Niemi – producent, arrangemang, orkestrering, dirigering
- Mikko Karmila – mixning, inspelningstekniker
- Mika Jusslia – mastering
- Derek Riggs – omslagskonst
- Dirk Gohr – layout
- Dick Lindberg – foto
- Kristian – foto